# Link (filme)
Link é um filme de terror britânico, dirigido por Richard Franklin. Lançado em 1986, foi protagonizado por Elisabeth Shue e Terence Stamp.

## Sinopse
Jane Chase (Elisabeth Shue) é uma estudante de antropologia que convence seu professor a contrata-la como assistente, para poder estudar o comportamento de um macaco adulto chamado Link, que possui a força de dez homens e está acompanhado por Voodoo, uma fêmea, e Imp, seu filhote, com as mesmas características. Jane está isolada numa mansão, no topo de um rochedo, cuidando dos animais quando, de repente os macacos tornam-se novamente selvagens. O professor desaparece e começa a mutilação e o horror...

## Elenco
- Elisabeth Shue como Jane Chase
- Terence Stamp como Dr. Steven Phillip
- David O'Hara como Tom
- Steven Pinner como David
- Kevin Lloyd como Bailey
- Richard Garnett como Dennis
- Linus Roache (não creditado)
- Locke como Link (não creditado)
- Carrie como Voodoo (não creditada)
- Jed como Imp (não creditado)